# Veyras (Valais)
Veyras es una comuna suiza del cantón del Valais, situada en el distrito de Sierre. Limita al noreste con la comuna de Miège, al este y sur con Sierre, y al oeste y noroeste con Venthône.

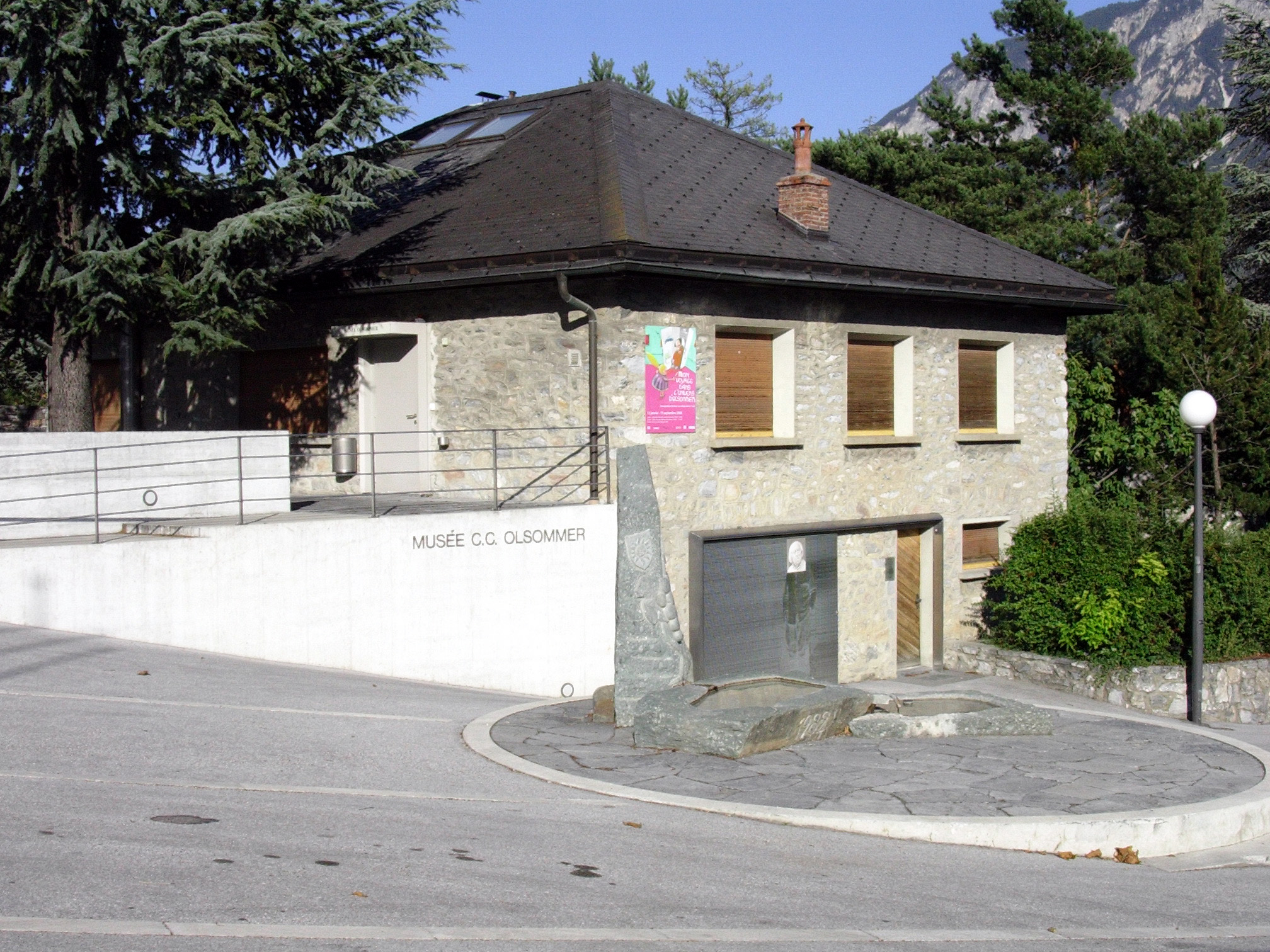
Museo Olsommer, Veyras.